# めまい (石野真子の曲)
「めまい」は、1980年7月5日に発売された、石野真子の通算10枚目のシングル。

## 解説
- 作詞家は有馬三恵子、作曲家は川口真と、共に石野のシングルでは初めて担当した。

- 2005年4月27日に発売されたセルフカバーアルバム『Mako Revival』に、ニューアレンジバージョンが収録された。

- 2008年3月26日に発売された歌手デビュー30周年記念CD-BOX『Mako Pack -Premium- 30th Anniversary Special Edition』に、シングルEPのA・B面曲が共に最新デジタル・リマスタリング音源で収録された。

## 収録曲
1. めまい [3:23]
作詞：有馬三恵子／作曲：川口真／編曲：船山基紀
2. VIVA! サンシャイン [3:36]
作詞：伊藤アキラ／作曲・編曲：林哲司

## 関連作品
- GOLDEN☆BEST 石野真子
- Mako Pack -Premium- 30th Anniversary Special Edition